# 花川環
花川 環（はながわ たまき、1889年5月15日 - 没年不詳）は、日本の元女優。三重県南牟婁郡木本町（現：熊野市）出身。本名は勝見 みね子（旧姓・島田 みね子）。夫は俳優の勝見庸太郎である。

## 人物・来歴
旅劇団一座の女優であったが、大正10年（1921年）に松竹蒲田にスカウトされ入社。同年『黒き潮（死刑囚の娘）』で映画デビューする。代表作は『母いづこ』『マイフレンド』など。当時は母親役や年配の婦人の役が多かった。
大正12年（1923年）頃に同所属俳優の勝見庸太郎と結婚し、女優業を引退。その後は勝見とともに勝見庸太郎プロダクションを設立し、彼の映画制作・監督業を支えた。
没年月日は伝わっていないが、夫の勝見庸太郎の死去（1962年）以前には既に亡くなっているという。

## フィルモグラフィ
- 『黒き潮（死刑囚の娘）』 : 監督賀古残夢、1921年
- 『愛の小唄』 : 監督田村宇一郎 、1921年
- 『赤光』 : 監督池田義臣、1921年
- 『母いづこ』 : 監督牛原虚彦、1922年
- 『海の極みまで』 : 監督賀古残夢、1922年
- 『乳姉妹』 : 監督池田義臣、1922年
- 『母の心』 : 監督池田義臣、1922年
- 『屑七の家』 : 監督島津保次郎、1922年
- 『想夫憐』 : 監督池田義臣、1922年
- 『傷める小鳥』 : 監督牛原虚彦、1922年
- 『黄金』 : 監督島津保次郎、1922年
- 『マイフレンド』 : 監督池田義臣、1923年
- 『死に行く妻』 : 監督野村芳亭、1923年
- 『山の線路番』 : 監督島津保次郎、1923年
- 『紺屋の娘』 : 監督野村芳亭、1923年
- 『笑へ若者』 : 監督野村芳亭、1923年
- 『なすな恋』 : 監督野村芳亭、1923年
- 『自活する女』 : 監督島津保次郎、1923年
- 『兄弟』 : 監督島津保次郎、1923年
- 『人性の愛』 : 監督牛原虚彦、1923年
- 『黒装束』 : 監督島津保次郎、1923年
- 『家なき女』 : 監督大久保忠素、1923年
- 『懐かしの花』 : 監督牛原虚彦、1923年
- 『霧の小路』 : 監督池田義信、1923年
- 『焔の行方』 : 監督池田義信、1923年